# 海底总动员
是一部由華特迪士尼影片和皮克斯動畫工作室製作的美國電腦動畫電影，它是皮克斯和迪士尼合作發行的第五部長篇動畫電影。這部電影的故事和劇本是由安德魯·史丹頓來編寫，導演則是史丹頓以及李·安克里治兩人。
其故事主要敘述一隻過度保護兒子的眼斑海葵魚馬林（Marlin）和牠在路上碰到的擬刺尾鯛多莉（Dory）兩人一同在汪洋大海中尋找馬林失去的兒子尼莫（Nemo）。在路途中，馬林漸漸了解到牠必須要勇於冒險、以及牠的兒子已經有能力照顧自己了。
這部電影上映後即獲得了空前的好評，並於2004年成功獲得了奧斯卡最佳動畫片獎。它在財政收入方面的表現也不同凡響，總和全球的票房成績來看，這部電影總共獲得了約9.36億美元的票房收入。它是2003年票房收入第二高的電影，僅次於《魔戒三部曲：王者再臨》。它的DVD銷售量也一直是最高的，直到2006年底為止，這部電影總共銷售了約四千萬張的DVD。2008年時，美國電影學會在其百年百大系列的各類型電影十大佳片中將這部電影評為動畫電影類別的第十名。它也是第一部皮克斯於五月發行上映的電影。
美国于2012年9月14日进行了3D版的重映，首周末收获1750万美元名列第二位。

## 劇情
小丑魚馬林（Marlin）與妻子珊瑚（Coral）於大堡礁建立了家園，但一條梭子魚的攻擊使馬林失去了珊瑚與大部分卵子。馬林以珊瑚喜愛的名字Mo仔（Nemo）為倖存下來的一顆卵子命名。
尼莫的右鰭因在卵子時期中遭受攻擊而變得較小，對其游泳能力造成影響。馬林對兒子的過度保護使尼莫在上學首天感到不滿，賭氣游出了珊瑚礁並被一位潛水員捕捉帶走，該潛水員與同伴乘船離開時意外把其蛙鏡撞進了海中。
馬林在追趕路上先後遇上了樂觀卻患有短暫性失憶症的擬刺尾鯛多莉（Dory），以及三條希望吃素的鯊魚：布魯斯（Bruce）、安安（Anchor）和阿沈（Chum）。馬林與多莉被帶至其居住地，找到了該潛水員寫有住址的蛙鏡。多莉其後成功念出了蛙鏡上寫的字，得知潛水員居於澳洲悉尼。馬林和多莉獲一群銀鱗鯧指示方向，得悉前往雪梨的最快方法是搭乘東澳洋流，路上牠們因穿過一群水母而被擊昏，醒來後發現被一群正在搭乘東澳洋流的綠蠵龜所救。馬林把其故事告訴了海龜，經過口耳相傳傳到了悉尼港上的鵜鶘祖哥（Nigel）。
捕獲了尼莫的潛水員乃悉尼港牙醫菲立普·希爾曼（Philip Hillman），尼莫被放進其诊所內的魚缸中。缸中魚群包括六斑二齒魨豚豚（Bloat）、黃高鰭刺尾魚泡泡（Bubbles）、赭色海星小桃（Peach）、皇家絲鱸騰雞（Gurgle）、黑尾宅泥魚漂漂（Deb）、清潔蝦基圍積（Jacques）以及同樣來自大海、一方魚鰭受損的鐮魚基哥（Gill）。眾魚獲悉牙醫將會把尼莫贈予其姪女達麗（Darla），她是一位喜欢甩动裝魚袋子，曾經使一尾鱼因而死亡的女孩。吉哥構想了逃離魚缸的計畫：尼莫鑽進濾水器，以小石子妨礙濾水器運作，逼使牙醫把魚群撈出來放進塑膠袋以親手清洗魚缸，最後推動膠袋滾出窗戶進入海港。在一次失敗嘗試後，與眾魚交好的祖哥向尼莫帶來有關馬林的消息，驅使尼莫再次嘗試並成功使濾水器故障，但計劃因牙醫安裝了一台高科技濾水器而失敗。
馬林和多莉離開東澳洋流後獲一條藍鯨幫助被送至悉尼港，後被鵜鶘祖哥認出帶到了牙醫的診所。此時牙醫正要把尼莫贈予妲拉，尼莫裝死並希望藉此被沖到馬桶而排放到大海中，反而牙醫要將尼莫丟入垃圾桶，剛到達的祖哥飛進診所造成了混亂，在被牙醫趕走前，馬林看見裝死的尼莫並以為兒子已死，然而妲拉認為尼莫在睡覺一直狂甩动袋子，吉哥只好運用造景火山噴發在妲拉頭上讓她嚇到，混亂中尼莫掉到牙醫的工作台上，在吉哥協助下進入了漱口盤的管子回到了大海。
傷心的馬林與多莉向祖哥道別後獨自回家。被丟下的多莉遇上尼莫，但因短暫失憶症復發而未能想起馬林的事。在看到悉尼海底下水道上寫有「悉尼」的核印後，多莉恢復記憶並協助尼莫追上馬林。馬林與尼莫重逄之際，多莉與一群石斑魚進入了一艘漁船的魚網範圍。尼莫在告訴牠的爸爸牠必須要放心讓尼莫去飛之後，就鑽進了魚網中，和多莉一起幫助那群魚逃離魚網。尼莫進入漁網指示魚群游向海底，成功破壞了魚網救出多莉。
多莉、馬林和尼莫回到了大堡礁，馬林不再過度保護尼莫，多莉成為了布魯斯等鯊魚的同伴。另一方面，牙醫診所的魚缸內的高科技濾水器發生故障，吉哥等缸中魚群成功逃到了悉尼港，卻發現牠們仍被困在塑膠袋中。

## 配音員
| 配音             | 配音   | 配音                                                           | 配音     | 角色                                           |
| 美國             | 台灣   | 香港                                                           | 中國大陸 | 角色                                           |
| ---------------- | ------ | -------------------------------------------------------------- | -------- | ---------------------------------------------- |
| 艾伯特·布鲁克斯  | 卜學亮 | 劉青雲                                                         | 张国立   | 馬林（Marlin），小丑魚                         |
| 艾倫·狄珍妮      | 李心潔 | 毛舜筠                                                         | 徐帆     | 多莉（Dory），拟刺尾鲷                         |
| 亞歷山大·古爾德  | 王度   | 莫俊華                                                         | 李凱悅   | 尼莫（Nemo），小丑魚                           |
| 威廉·達佛        | 趙明哲 | 高翰文                                                         | 任亞明   | 吉哥（Gill），镰鱼                             |
| 布拉德·加雷特    | 孫德成 | 周子駒                                                         |          | 豚豚（Bloat），六斑刺豚                        |
| 艾莉森·珍妮      | 陳季霞 | 鄭希怡                                                         |          | 小桃（Peach），海星                            |
| 斯蒂芬·魯特      | 陳峙鵬 | 關智斌                                                         |          | 泡泡（Bubbles），黃高鰭刺尾魚                  |
| 奧斯丁·潘德頓    | 邵大倫 | 龍天生                                                         |          | 膽小鬼（Gurgle），藍紋鱸                       |
| 薇琪·路易斯      | 許慧盈 | Susan Yeung                                                    |          | 漂漂（Deb/Flo），黑尾宅泥魚                    |
| 喬·拉夫特        | 張國康 | 張致恆                                                         |          | 蝦蝦（Jacques），清潔蝦                        |
| 杰弗里·拉什      | 劉傑   | 杜汶澤                                                         |          | 祖哥（Nigel），澳洲鵜鶘                        |
| 安德鲁·斯坦顿    | 姜先誠 | 辛偉強                                                         |          | 龜龜（Crush），綠蠵龜                          |
| 安德鲁·斯坦顿    |        |                                                                |          | 海鷗（Seagulls），海鷗                         |
| 安德鲁·斯坦顿    |        |                                                                |          | 新英格蘭蝦仁（New England Lobster），蝦        |
| 伊丽莎白·帕金斯  | 劉小芸 | 郭藹明                                                         |          | 珊瑚（Coral），小丑魚                          |
| 尼克拉斯·伯德    | 姜以婕 | 顏加卓                                                         |          | 小古（Squirt），綠蠵龜                         |
| 鮑伯·彼得森      | 謝文德 | 金培達                                                         |          | 雷老師（Mr. Ray），鱝魚                        |
| 貝瑞·剛普菲斯    | 胡大衛 | 黃毓民                                                         |          | 布魯斯（Bruce），大白鯊                        |
| 艾瑞克·巴納      | 沈光平 | 邱占輝                                                         |          | 安安（Anchor），双髻鲨                         |
| 布鲁斯·斯彭斯    | 夏治世 | 黃鴻基                                                         |          | 小沈（Chum），鯖鯊                             |
| 比爾·剛特        | 康殿宏 | 陳偉權                                                         |          | 牙醫（The Dentist），人類                      |
| 露露·艾寶丁      | 陳若甄 | 蘇熙婷                                                         |          | 妲拉（Darla），人類                            |
| 高迪·拉夫        | 曾浩維 | 楊庭威                                                         |          | 泰德（Tad），蝴蝶魚                            |
| 艾瑞卡·貝克      | 胡蝶   | 古曉文                                                         |          | 珍珠（Pearl），傘章魚                          |
| 埃瑞克·佩·蘇利文 | 陳若寧 | 龍嘉銘                                                         |          | 東東（Sheldon），海馬                          |
| 约翰·拉岑贝格尔  |        | 顏珊珊 李康玲 陳永樂 邱占輝 龍嘉銘 蘇熙婷 顏加卓 陳子健 陳明宜 |          | 月光魚魚群（The School of Moonfish），银大眼鲳 |
|                  |        | 吳志華 盧雄 梁家豪 曾家慶 李世平 呂明慧                        |          |                                                |

## 製作
在和《國家地理雜誌》的一次訪談中，安德魯·史丹頓說道，有關尼莫（Nemo）這個角色的想法是源自於史丹頓看到的一張圖片：兩隻小丑魚正從一個海葵中向外窺探著。
「那真的是非常的有趣。我完全不知道牠們是什麼種類的魚，但我就是沒辦法使我的目光移開牠們。而牠們叫做『小丑魚』的事實恰好能夠點綴角色，使大家以為小丑魚是一種很會搞笑的魚——非常的完美。世界上幾乎沒有任何其它事物能夠比那些想要跟你玩躲貓貓的小魚兒們來得更吸引人了。」
大約在1997年時，這部電影的製作計畫就已開始在擬定了。而根據網路電影資料庫，這部電影大約於2000年1月開始製作，而當時製作小組只有約180人。
在一次訪談中，梅根·穆拉利（梅甘·马拉利）提到她自己原本也是電影計畫的配音員之一。穆拉利說，電影的製作人員知道她在電視劇《威爾與格蕾絲》中飾演的角色凱倫·沃克（Karen Walker）的聲音並不是她本人的聲音之後感到很失望。不過製作人員還是雇用了她，並強烈的建議她使用凱倫·沃克的聲音來演出。而穆拉利拒絕了，於是也就被開除了。
這部電影主要是為了紀念在電影發行前七個月，2002年10月因黑色素瘤而辭世的加拿大籍皮克斯動畫家葛倫·麥坤（Glenn McQueen）。

## 評價
《海底總動員》在當時創下了歷史上動畫電影首映週末票房收入最高的紀錄——約7000萬美元，而這個紀錄直到2004年才被《史瑞克2》超越。它之後則在全世界獲得了總共約9.36億美元的票房收入，進而使得這部電影成為皮克斯有史以來在商業層面上最成功的作品。另外，它也是2003年票房收入第二高的電影，僅次於《魔戒三部曲：王者再臨》。這部電影同時也獲得了空前的好評，它在影評網站爛番茄中獲得了99%的極高分數；在Metacritic中則獲得了90分。影評人羅傑·艾伯特給了這部電影四顆星，並說道：「它是我看過那少數幾部能夠使我想要坐在最前排的座位觀賞的電影之一。」
2022年，《IndieWire》列出21世紀最佳41部動畫電影名冊裡，本片排名第31名。

## 影響
儘管《海底總動員》中有提到小丑魚是一種海水魚，而鹹水魚缸的清洗和維護既麻煩又昂貴，卻仍然因為它的高知名度，而使得它在上映之後於美國掀起了一波寵物小丑魚的購買熱潮。舉例來說，2003年時，萬那杜一帶的小丑魚群就為了因應這部電影所帶來的寵物需求而被大量的捕捉販賣。不過，所幸小丑魚可以在人工環境下繁殖，使得市場需求與環境問題可以同時被滿足，但市場小丑魚的供應許多仍以野生捕獲居多。
還有一件軼事：這部電影有特別提到一句話「條條水管通大海」（"All drains lead back to the ocean."），而尼莫（Nemo）最後也的確是從牙醫診所中漱口盆的下水管游向大海的。事實上部分地區的家用廢水在流向大海前需要經過一系列的機械處理程序，因此JWC環境公司（JWC Environmental）就諷刺這部電影的名稱應該由原本直譯的「尋找尼莫」（Finding Nemo）改為更實際的「碾碎尼莫」（Grinding Nemo）。不過在雪梨，仍然有許多的下水道系統只經過一些細微的抽泵處理後就直接將廢水排向深海中的水管。另外，根據DVD特別收錄中的刪減片段，其中有一段是敘述尼莫在被沖入大海前被送到汙水處理廠中經過了一段機械處理程序。不過，最終發行的版本中，電影仍然有一段強調了「雪梨汙水處理廠」的標誌，暗示了尼莫在成功回到大海前確實經過了某些處理程序。
除此之外，這部電影在2003年的夏、秋季期間為澳洲所帶來的觀光收入也相當可觀。大多數前往澳洲觀光的遊客都是希望能夠前往澳洲的東岸潛水，去「尋找尼莫」。澳洲旅遊委員會（Australian Tourism Commission）也曾在中國大陸和美國等地區進行觀光旅遊的推銷活動，而其中許多就有使用到《海底總動員》中的片段。另外，澳洲的昆士蘭州政府亦有使用《海底總動員》的片段來為該州的觀光做宣傳。

## 幕後花絮
電影中的角色布魯斯（Bruce）的名字是取自於1975年時為了要拍攝電影《大白鯊》而製作的機械鯊魚模型。當時那些鯊魚模型的暱稱就是「布魯斯」，取自於導演史蒂芬·史匹柏的律師布魯斯·莱默尔（Bruce Raimer）。

### 得獎項目
《海底總動員》同時贏得了奧斯卡金像獎、土星獎、堪薩斯市影評圈獎、拉斯維加斯影評人協會獎、國家電影評論協會獎、網路影評人協會獎以及多倫多影評人協會獎等的最佳動畫片獎。
這部電影還獲得了許多其它的獎項，包括：
- 兩項尼克羅頓國際兒童頻道兒童選擇獎—最愛電影、最愛動畫電影配音員（艾倫·狄珍妮）

被提名的獎項則包括：
- 兩項芝加哥影評人協會獎—最佳電影、最佳女配角（艾倫·狄珍妮）
- 金球獎—最佳音樂及喜劇電影
- 兩項MTV電影大獎

2008年6月，美國電影學會在訪問了約1500位相關人員後，發表了一個「百年各類型電影十大佳片」列表，它是從十項美國傳統電影風格中各取出十個最佳電影的統計。《海底總動員》則在「動畫電影」類別中得到了第十名。這部電影是此列表共一百部電影中最近發行的，同時也是其中唯三部2000年以後才發行的一部（另外兩部則為《魔戒首部曲：魔戒現身》以及《史瑞克》）。
以下是所有得獎項目的列表：
| 獎項列表 |                                                                                |                                          | |        |
| 年分     | 頒獎組織                                                                       | 獎項                                     | 受獎人（若有） | 結果   |
| 2003年   | DVD獨家獎 （DVD Exclusive Awards）                                             | 最佳幕後花絮                             | 里克·巴特（Rick Butle） 比爾·金德（Bill Kinder） | 被提名 |
| 2003年   | DVD獨家獎 （DVD Exclusive Awards）                                             | 最佳刪減片段                             | 比爾·金德（Bill Kinder） 安德魯·史丹頓 羅傑·古德（Roger Gould） | 獲獎   |
| 2003年   | DVD獨家獎 （DVD Exclusive Awards）                                             | 最佳互動以及遊戲                         | 比爾·金德（Bill Kinder） 大衛·傑森（David Jessen） | 獲獎   |
| 2003年   | DVD獨家獎 （DVD Exclusive Awards）                                             | 最佳選單設計                             | 比爾·金德（Bill Kinder） 大衛·傑森（David Jessen） | 獲獎   |
| 2003年   | DVD獨家獎 （DVD Exclusive Awards）                                             | 最佳新電影片段                           | 羅傑·古德（Roger Gould） | 被提名 |
| 2003年   | DVD獨家獎 （DVD Exclusive Awards）                                             | 最佳整體DVD、新電影 （包括所有附加功能） | 比爾·金德（Bill Kinder） 傑佛瑞·雷勒（Jeffrey Lerner） | 被提名 |
| 2003年   | 歐洲電影獎                                                                     | 國際場景獎                               | 安德魯·史丹頓 李·安克里治 | 被提名 |
| 2003年   | 好萊塢電影節 （Hollywood Film Festival）                                       | 好萊塢動畫電影獎                         | 安德魯·史丹頓 | 獲獎   |
| 2003年   | 國家電影評論協會                                                               | 最佳動畫電影                             | | 獲獎   |
| 2003年   | 多倫多影評人協會 （Toronto Film Critics Association）                          | 最佳動畫電影                             | | 獲獎   |
| 2003年   | 华盛顿哥倫比亞特區影评人协会 （Washington D.C. Area Film Critics Association） | 最佳原創劇本                             | 鮑伯·彼得森 大衛·雷諾茲（David Reynolds） 安德魯·史丹頓 | 被提名 |
| 2004年   | 奧斯卡金像獎                                                                   | 最佳動畫電影                             | 安德魯·史丹頓 | 獲獎   |
| 2004年   | 奧斯卡金像獎                                                                   | 最佳原創音樂                             | 湯瑪斯·紐曼 | 被提名 |
| 2004年   | 奧斯卡金像獎                                                                   | 最佳音效剪輯                             | 蓋瑞·雷斯同（Gary Rydstrom） 麥可·席維爾（Michael Silvers） | 被提名 |
| 2004年   | 奧斯卡金像獎                                                                   | 最佳原創劇本                             | 安德魯·史丹頓 鮑伯·彼得森 大衛·雷諾茲（David Reynolds） | 被提名 |
| 2004年   | 土星獎                                                                         | 最佳動畫電影                             | | 獲獎   |
| 2004年   | 土星獎                                                                         | 最佳特別版DVD發行                        | | 被提名 |
| 2004年   | 土星獎                                                                         | 最佳音樂                                 | 湯瑪斯·紐曼 | 被提名 |
| 2004年   | 土星獎                                                                         | 最佳女配角                               | 艾倫·狄珍妮 | 獲獎   |
| 2004年   | 土星獎                                                                         | 最佳劇本                                 | 安德魯·史丹頓 鮑伯·彼得森 大衛·雷諾茲（David Reynolds） | 被提名 |
| 2004年   | 雅曼達獎 （Amanda Awards）                                                     | 最佳外國影片                             | 安德魯·史丹頓 | 被提名 |
| 2004年   | 美國電影電視剪接師協會 （American Cinema Editors）                             | 最佳剪接音樂或喜劇電影—音樂劇或喜劇      | 大衛·伊恩·沙特（David Ian Salter） 李·安克里治 | 被提名 |
| 2004年   | 安妮獎                                                                         | 最佳動畫片                               | | 獲獎   |
| 2004年   | 安妮獎                                                                         | 最佳動畫角色                             | 大衛·迪凡（David Devan） | 被提名 |
| 2004年   | 安妮獎                                                                         | 最佳動畫角色                             | 道格·斯威特兰德（Doug Sweetland） | 獲獎   |
| 2004年   | 安妮獎                                                                         | 最佳動畫角色                             | 吉尼·桑托斯（Gini Santos） | 被提名 |
| 2004年   | 安妮獎                                                                         | 最佳動畫角色設計                         | 李奇·尼爾瓦（Ricky Nierva） | 獲獎   |
| 2004年   | 安妮獎                                                                         | 最佳動畫導演                             | 安德魯·史丹頓 李·安克里治 | 獲獎   |
| 2004年   | 安妮獎                                                                         | 最佳動畫效果                             | 賈斯汀·保羅·利特（Justin Paul Ritter） | 被提名 |
| 2004年   | 安妮獎                                                                         | 最佳動畫效果                             | 馬丁·古葉（Martin Nguyen） | 獲獎   |
| 2004年   | 安妮獎                                                                         | 最佳動畫音樂                             | 湯瑪斯·紐曼 | 獲獎   |
| 2004年   | 安妮獎                                                                         | 最佳動畫製作設計                         | 拉夫·埃格尔斯顿（Ralph Eggleston） | 獲獎   |
| 2004年   | 安妮獎                                                                         | 最佳動畫配音                             | 艾倫·狄珍妮 | 獲獎   |
| 2004年   | 安妮獎                                                                         | 最佳動畫編劇                             | 安德魯·史丹頓 鮑伯·彼得森 大衛·雷諾茲（David Reynolds） | 獲獎   |
| 2004年   | 英國影藝學院電影獎 （BAFTA Awards）                                            | 最佳原創劇本                             | 安德魯·史丹頓 鮑伯·彼得森 大衛·雷諾茲（David Reynolds） | 被提名 |
| 2004年   | BMI電影電視獎 （BMI Film & TV Awards）                                         | BMI電影音樂獎                            | 湯瑪斯·紐曼 | 獲獎   |
| 2004年   | 廣電影評人協會獎 （Broadcast Film Critics Association Awards）                 | 最佳動畫電影                             | | 獲獎   |
| 2004年   | 廣電影評人協會獎 （Broadcast Film Critics Association Awards）                 | 最佳電影                                 | | 被提名 |
| 2004年   | 芝加哥影評人協會 （Chicago Film Critics Association）                          | 最佳電影                                 | | 被提名 |
| 2004年   | 芝加哥影評人協會 （Chicago Film Critics Association）                          | 最佳女配角                               | 艾倫·狄珍妮 | 被提名 |
| 2004年   | 達拉斯沃斯堡影評人協會 （Dallas-Fort Worth Film Critics Association Awards）   | 最佳動畫電影                             | | 獲獎   |
| 2004年   | 歐洲電影獎                                                                     | 國際場景獎                               | 安德魯·史丹頓 李·安克里治 | 被提名 |
| 2004年   | 佛羅里達影評圈 （Florida Film Critics Circle Awards）                          | 最佳動畫電影                             | | 獲獎   |
| 2004年   | 創世紀獎 （Genesis Awards）                                                    | 最佳動畫電影                             | | 獲獎   |
| 2004年   | 金球獎                                                                         | 最佳音樂及喜劇電影                       | | 被提名 |
| 2004年   | 預告片金像獎 （Golden Trailer Awards）                                         | 最佳動畫／家庭電影                       | | 被提名 |
| 2004年   | 雨果獎                                                                         | 最佳戲劇表現—長篇形式                    | | 被提名 |
| 2004年   | 人道主義獎 （Humanitas Prize）                                                 | 最佳電影                                 | 安德魯·史丹頓 鮑伯·彼得森 大衛·雷諾茲（David Reynolds） | 被提名 |
| 2004年   | 堪薩斯市影評圈獎 （Kansas City Film Critics Circle Awards）                    | 最佳動畫電影                             | | 獲獎   |
| 2004年   | 尼克頻道兒童選擇獎 （Kids' Choice Awards）                                     | 最愛電影                                 | | 獲獎   |
| 2004年   | 尼克頻道兒童選擇獎 （Kids' Choice Awards）                                     | 最愛動畫電影配音                         | 艾倫·狄珍妮 | 獲獎   |
| 2004年   | 拉斯維加斯影評人協會獎 （Las Vegas Film Critics Society）                      | 最佳動畫電影                             | | 獲獎   |
| 2004年   | MTV電影大獎                                                                    | 最佳喜劇演出                             | 艾倫·狄珍妮 | 被提名 |
| 2004年   | MTV電影大獎                                                                    | 最佳電影                                 | | 被提名 |
| 2004年   | 電影音效編輯家協會 （美國電影音效剪輯師協會）                                  | 最佳動畫電影音效編輯—音樂                | 比爾·伯恩斯坦（Bill Bernstein） | 獲獎   |
| 2004年   | 電影音效編輯家協會 （美國電影音效剪輯師協會）                                  | 最佳動畫電影音效編輯—音效                | 蓋瑞·雷斯同（Gary Rydstrom） 麥可·席維爾（Michael Silvers） 艾爾·尼爾森（Al Nelson） 沙農·米爾斯（Shannon Mills） 泰瑞莎·埃克頓（Teresa Eckton） E·J·侯羅維奇（E.J. Holowicki） 迪·沙爾拜（Dee Selby） 史蒂夫·史蘭克（Steve Slanec） | 被提名 |
| 2004年   | 網路影評人協會 （Online Film Critics Society）                                 | 最佳動畫電影                             | | 獲獎   |
| 2004年   | 鳳凰城影評人協會 （Phoenix Film Critics Society）                              | 最佳動畫電影                             | | 獲獎   |
| 2004年   | 鳳凰城影評人協會 （Phoenix Film Critics Society）                              | Best Picture                             | | 被提名 |
| 2004年   | 衛星獎 （Satellite Awards）                                                    | 最佳動畫或綜合媒體片                     | | 被提名 |
| 2004年   | 衛星獎 （Satellite Awards）                                                    | 最佳原創音樂                             | 湯瑪斯·紐曼 | 被提名 |
| 2004年   | 衛星獎 （Satellite Awards）                                                    | 最佳年輕DVD                              | | 被提名 |
| 2004年   | 衛星獎 （Satellite Awards）                                                    | 最佳DVD附加功能                          | | 獲獎   |
| 2004年   | 美國科幻作家協會 （Science Fiction and Fantasy Writers of America）            | 最佳劇本                                 | 安德魯·史丹頓 鮑伯·彼得森 大衛·雷諾茲（David Reynolds） | 被提名 |
| 2004年   | 視覺特效協會 （Visual Effects Society Awards）                                 | 最佳動畫電影角色動畫                     | 安德魯·格登（Andrew Gordon） 布瑞特·高德爾（Brett Coderre） | 被提名 |
| 2004年   | 視覺特效協會 （Visual Effects Society Awards）                                 | 最佳動畫電影角色動畫                     | 大衛·迪凡（David Devan） 吉尼·桑托斯（Gini Santos） | 獲獎   |
| 2004年   | 青年艺人奖 （Young Artist Awards）                                             | 最佳家庭動畫電影                         | | 獲獎   |
| 2004年   | 青年艺人奖 （Young Artist Awards）                                             | 最佳年輕男配音表現                       | 亞歷山大·古爾德 | 獲獎   |
| 2004年   | 青年艺人奖 （Young Artist Awards）                                             | 最佳年輕女配音表現                       | 艾莉卡·貝克（Erica Beck） | 獲獎   |

## 音樂
《海底總動員》的原聲帶是由華特迪士尼錄音公司（Walt Disney Records）於2003年5月20日發行的。它曾於2003年被提名奧斯卡最佳原創音樂獎，敗於《魔戒三部曲：王者再臨》。

### 曲目列表
| 曲序 | 曲目                                     | 时长 |
| ---- | ---------------------------------------- | ---- |
| 1.   | Wow                                      | 2:31 |
| 2.   | Barracuda                                | 1:29 |
| 3.   | Nemo Egg (Main Title)                    | 1:16 |
| 4.   | First Day                                | 1:15 |
| 5.   | Field Trip                               | 0:57 |
| 6.   | Mr. Ray Scientist                        | 1:28 |
| 7.   | The Divers                               | 1:56 |
| 8.   | Lost                                     | 1:03 |
| 9.   | Short-Term Dory                          | 0:43 |
| 10.  | Why Trust a Shark?                       | 1:17 |
| 11.  | Friends Not Food                         | 1:51 |
| 12.  | Fish-O-Rama                              | 0:29 |
| 13.  | Gill                                     | 1:40 |
| 14.  | Mt. Wannahockaloogie                     | 1:20 |
| 15.  | Foolproof                                | 0:32 |
| 16.  | Squishy                                  | 1:32 |
| 17.  | Jellyfish Forest                         | 1:32 |
| 18.  | Stay Awake                               | 1:47 |
| 19.  | School of Fish                           | 1:03 |
| 20.  | Filter Attempt                           | 2:05 |
| 21.  | The Turtle Lope                          | 2:04 |
| 22.  | Curl Away My Son                         | 1:28 |
| 23.  | News Travels                             | 1:13 |
| 24.  | The Little Clownfish from the Reef       | 1:15 |
| 25.  | Darla Filth Offramp                      | 2:22 |
| 26.  | Lost in Fog                              | 1:05 |
| 27.  | Scum Angel                               | 1:22 |
| 28.  | Haiku                                    | 1:41 |
| 29.  | Time to Let Go                           | 2:22 |
| 30.  | Sydney Harbour                           | 0:28 |
| 31.  | Pelicans                                 | 1:12 |
| 32.  | Drill                                    | 0:50 |
| 33.  | Fish in My Hair!                         | 1:29 |
| 34.  | All Drains Lead to the Ocean             | 1:36 |
| 35.  | ...P. Sherman, 42 Wallaby Way, Sydney... | 0:39 |
| 36.  | Fishing Grounds                          | 1:41 |
| 37.  | Swim Down                                | 1:46 |
| 38.  | Finding Nemo                             | 1:19 |
| 39.  | Fronds Like These                        | 1:57 |
| 40.  | Beyond the Sea（由羅比·威廉斯演唱）      | 4:08 |

## 外部連結
- 大卡通資料庫上《海底总动员》的資料（英文）

- 互联网电影数据库（IMDb）上《海底总动员》的资料（英文）
- AllMovie上《海底总动员》的资料（英文）
- 爛番茄上《海底总动员》的資料（英文）
- Metacritic上《海底总动员》的資料（英文）
- Box Office Mojo上《海底总动员》的資料（英文）
- 開眼電影網上《海底总动员》的資料（繁體中文）
- Yahoo奇摩電影上《海底总动员》的資料（繁體中文）
- 雅虎香港電影上《海底总动员》的資料（繁體中文）
- 豆瓣电影上《海底总动员》的資料 （简体中文）
- 时光网上《海底总动员》的資料（简体中文）